# アルトゥール・エンヒキ・ハモス・ジ・オリヴェイラ・メロ
アルトゥール・メロ（Arthur Melo）ことアルトゥール・エンヒキ・ハモス・ジ・オリヴェイラ・メロ（ポルトガル語: Arthur Henrique Ramos de Oliveira Melo、1996年8月12日 - ）は、ブラジル・ゴイアニア出身のサッカー選手。ジローナFC所属。ブラジル代表。ポジションはMF。

## 経歴

### クラブ

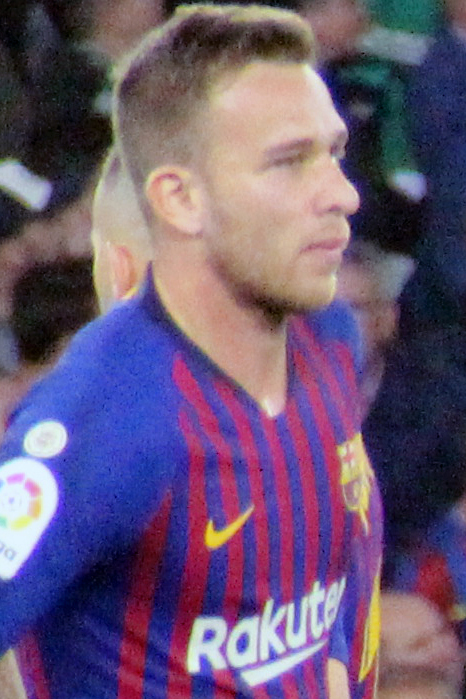
FCバルセロナでのアルトゥール（2019年）

12歳の頃にゴイアスECの下部組織に加入。2010年のユース選手権で注目を集め、グレミオFBPAの下部組織に移動した。2015年1月にコパ・サンパウロ・ジ・フットボール・ジュニオールでの印象的なパフォーマンスからトップチームのルイス・フェリペ・スコラーリ監督によってトップチーム昇格。カンピオナート・ガウショのCEアイモレ戦でハーフタイムにマティアス・ニコラス・ロドリゲスに代えて投入され、選手初出場。その後同年の出場はなかった。2016年はカンピオナート・ブラジレイロ・セリエAでも最終節のボタフォゴFR戦で後半にカイオに代えて投入され同リーグ初出場を飾った。
2017年にはプリメイラ・リーガ・ド・ブラジルとカンピオナート・ガウショで良いパフォーマンスを見せたため、レギュラーメンバーに定着。コパ・リベルタドーレス2017でもクラブ・グアラニー戦で初出場を果たし、アウェーで1-1の引分の結果であったものの、彼は40本のパス全てを味方に通しパス成功率100%という珍しい結果で同試合のMoMに選出された。また、その引分に貢献した彼のスタイルはアンドレス・イニエスタやティアゴ・アルカンタラに譬えられ、チェルシーFCやアトレティコ・マドリードといったクラブから興味を持たれるようになった。5月にはコパ・ド・ブラジルのフルミネンセFC戦でプロ初得点を記録、7月にはECヴィトーリア戦でカンピオナート・ブラジレイロ・セリエAでも初得点を記録した。その後、グレミオはコパ・リベルタドーレス2017を制し、FIFAクラブワールドカップ2017に出場したが、彼自身はコパ・リベルタドーレス決勝第2試合で負傷し途中交代を余儀なくされ、FIFAクラブワールドカップ出場メンバーからは外れた。
2018年3月11日、FCバルセロナとグレミオは、アルトゥールの買取オプションについて、サインを交わすことで合意に達した。FCバルセロナは、選手の登録権利を2018年の7月中に施行することができる。クラブが最終的にサインした通りのオプションを行使した場合は、移籍金3千万ユーロに状況に応じて9百万がプラスされるオプションが支払われることになる。
2018年7月9日、FCバルセロナとグレミオは、3月に両クラブ間で合意に達していたアルトゥールの買取オプションを行使することで合意した。この合意によりただちにチームに合流することになる。移籍金は3100万ユーロで、状況に応じて9百万ユーロが加算される。6シーズンの契約をクラブと結び、契約破棄金は400万ユーロに設定される。
2018-19シーズンはプレシーズンマッチから印象的な活躍を見せ、バルセロナファンの心を掴んだ。シーズンが始まってからはなかなか出場機会に恵まれなかったが、CLグループステージ第2節トッテナム戦においてスタメンに抜擢、見事な活躍を見せチームの勝利に貢献した。そのプレースタイルからシャビ・エルナンデスの後継者と言われ、メッシから「シャビを思い出す」と称賛された。
2020年6月29日、FCバルセロナはミラレム・ピャニッチとの実質的なトレードでユヴェントスFCへ移籍することを発表した。移籍金は7200万ユーロ、ボーナスは最大で1000万ユーロ。2019-20シーズンは新型コロナウイルス流行によりシーズン終了までFCバルセロナでプレーする ことになっていたが、移籍発表後にチーム合流拒否や無断帰国、飲酒運転などのトラブルを連発。更にユヴェントスへの早期合流もバルセロナ側に拒否された為に、ユヴェントス合流が大幅に遅れる可能性が浮上している。9月2日に入団会見が行われ、背番号はピャニッチが着用していた5番に決まった。
2022年9月1日、リヴァプールFCへの1年間のローン移籍が発表された。レンタル料は450万ユーロで、3750万ユーロの買取オプションが付随している。しかし僅か1試合に出場した後は負傷で長期の離脱を強いられた。
2023年7月22日、ACFフィオレンティーナへの1年間のローン移籍が発表された。
2025年2月1日、ジローナFCにレンタル移籍した。

### 代表
U-17代表としては2013 南米U-17選手権に出場した。また、U-20代表としての出場経験もある。
2017年9月15日にはブラジルA代表に初招集された。この招集は2018 FIFAワールドカップ・南米予選のボリビア代表、チリ代表戦に向けての物であったが、この2試合では出場とならなかった。コパ・アメリカ2019では主力として優勝に貢献した。

## 個人成績
| クラブ         | シーズン | リーグ戦 | リーグ戦 | 州リーグ | 州リーグ | カップ戦   | カップ戦   | 南米カップ | 南米カップ | 通算 | 通算 |
| クラブ         | シーズン | 出場     | 得点     | 出場     | 得点     | 出場       | 得点       | 出場       | 得点       | 出場 | 得点 |
| -------------- | -------- | -------- | -------- | -------- | -------- | ---------- | ---------- | ---------- | ---------- | ---- | ---- |
| グレミオ       | 2015     | 0        | 0        | 1        | 0        | 0          | 0          | 0          | 0          | 1    | 0    |
| グレミオ       | 2016     | 1        | 0        | 0        | 0        | 0          | 0          | 0          | 0          | 1    | 0    |
| グレミオ       | 2017     | 27       | 1        | 4        | 0        | 5          | 1          | 12         | 0          | 38   | 0    |
| グレミオ       | 2018     | 7        | 1        | 7        | 3        | 1          | 0          | 3          | 0          | 20   | 4    |
| クラブ         | シーズン | リーグ戦 | リーグ戦 | カップ戦 | カップ戦 | 欧州カップ | 欧州カップ | その他     | その他     | 通算 | 通算 |
| クラブ         | シーズン | 出場     | 得点     | 出場     | 得点     | 出場       | 得点       | 出場       | 得点       | 出場 | 得点 |
| FCバルセロナ   | 2018-19  | 27       | 0        | 7        | 0        | 9          | 0          | 1          | 0          | 44   | 0    |
| FCバルセロナ   | 2019-20  | 21       | 3        | 3        | 1        | 4          | 0          | 0          | 0          | 28   | 4    |
| クラブ         | シーズン | リーグ戦 | リーグ戦 | カップ戦 | カップ戦 | 欧州カップ | 欧州カップ | その他     | その他     | 通算 | 通算 |
| クラブ         | シーズン | 出場     | 得点     | 出場     | 得点     | 出場       | 得点       | 出場       | 得点       | 出場 | 得点 |
| ユヴェントスFC | 2020-21  | 22       | 1        | 2        | 0        | 7          | 0          | 1          | 0          | 32   | 1    |
| ユヴェントスFC | 2021-22  | 20       | 0        | 4        | 0        | 6          | 0          | 1          | 0          | 31   | 0    |

## タイトル

### クラブ
グレミオ
- コパ・ド・ブラジル: 2016
- コパ・リベルタドーレス: 2017

バルセロナ
- リーガ・エスパニョーラ：2018-19
- スーペルコパ・デ・エスパーニャ: 2018

ユヴェントス
- コッパ・イタリア： 2020-21
- スーペルコッパ・イタリアーナ：2020

### 代表
ブラジル代表
- コパ・アメリカ：1回 (2019)

### 個人
- カンピオナート・ブラジレイロ・セリエA最優秀新人賞: 2017[20]
- プレミオ・クラッキ・ド・ブラジレイロン: 2017[20]
- コパアメリカ　ベストイレブン　2019

## 代表歴

### 出場大会
- U-17ブラジル代表
  - 2013年 - 南米U-17選手権（3位）
- ブラジル代表
  - 2019年 - コパ・アメリカ（優勝）

### 試合数
- 国際Aマッチ 13試合 1得点（2018年 - ）

| ブラジル代表 | 国際Aマッチ | 国際Aマッチ |
| 年           | 出場        | 得点        |
| ------------ | ----------- | ----------- |
| 2018         | 5           | 0           |
| 2019         | 7           | 0           |
| 2020         | 1           | 1           |
| 通算         | 13          | 1           |

### ゴール
| #  | 日時           | 場所                                     | 相手       | スコア | 結果 | 大会                              |
| -- | -------------- | ---------------------------------------- | ---------- | ------ | ---- | --------------------------------- |
| 1. | 2020年11月18日 | モンテビデオ、エスタディオ・センテナリオ | ウルグアイ | 1-0    | 2-0  | 2022 FIFAワールドカップ・南米予選 |